# Astragalus koschukensis
Astragalus koschukensis es una especie de planta del género Astragalus, de la familia de las leguminosas, orden Fabales.

## Distribución
Astragalus koschukensis se distribuye por Afganistán y el suroeste de Pakistán.

## Taxonomía
Fue descrita científicamente por Boiss. Fue publicada en Fl. Orient. 2: 492.